# Batalla del Monte Ortigara
La batalla del Monte Ortigara se libró del 10 al 25 de junio de 1917 entre el Reino de Italia y el Imperio Austro-Húngaro por la posesión del Monte Ortigara, en la meseta del Asiago.

## Trasfondo
Los italianos decidieron lanzar una ofensiva porque la Batalla de Asiago había mejorado las posiciones defensivas austro-húngaras, desde donde se podía amenazar a los ejércitos italianos de Cadore, ⁣Carnia y Isonzo

La batalla se preparó con medios considerables (300.000 hombres con 1.600 cañones de artillería) concentrados en un corto segmento del frente de apenas unos kilómetros de longitud. Sin embargo, aunque los italianos disfrutaban de una superioridad numérica de 3 a 1 tanto en hombres como en cañones, ya que se enfrentaban a 100.000 austro-húngaros con 500 cañones, el ataque seguía presentando varios problemas:
- Las posiciones Austro-húngaras eran muy fuertes
- El perímetro formado por las líneas enfrentadas favorecía a la artillería austro-húngara.
- Las líneas italianas estaban abarrotadas, lo que dificultaba las maniobras.
- Los austro-húngaros esperaban la ofensiva, así que no hubo sorpresa.

## La batalla
El ataque comenzó el 10 de junio y, tras intensos y sangrientos combates, la 52ª División Alpini italiana logró capturar la cima del Monte Ortigara.
El mando austro-húngaro envío rápidamente numerosos refuerzos entrenados. El 25 de junio, los 11 batallones italianos que la cima fueron atacados por soldados de choque austro-húngaros que la retomaron, a pesar de la tenaz resistencia italiana.
La 52ª División sufrió la mitad de las bajas italianas. El general italiano Ettore Mambretti, comandante del Sexto Ejército, fue considerado responsable de las numerosas bajas y destituido del mando.

Una carta de un joven soldado, escrita la noche anterior de la batalla, forma parte del museo Memorial de guerra de Asiago.Adolfo Ferrero escribió esta carta a su familia poco antes de morir en combate, y la carta fue descubierta más tarde entre sus pertenencias, su cuerpo fue exhumado del Monte Ortigara en la década de 1950.

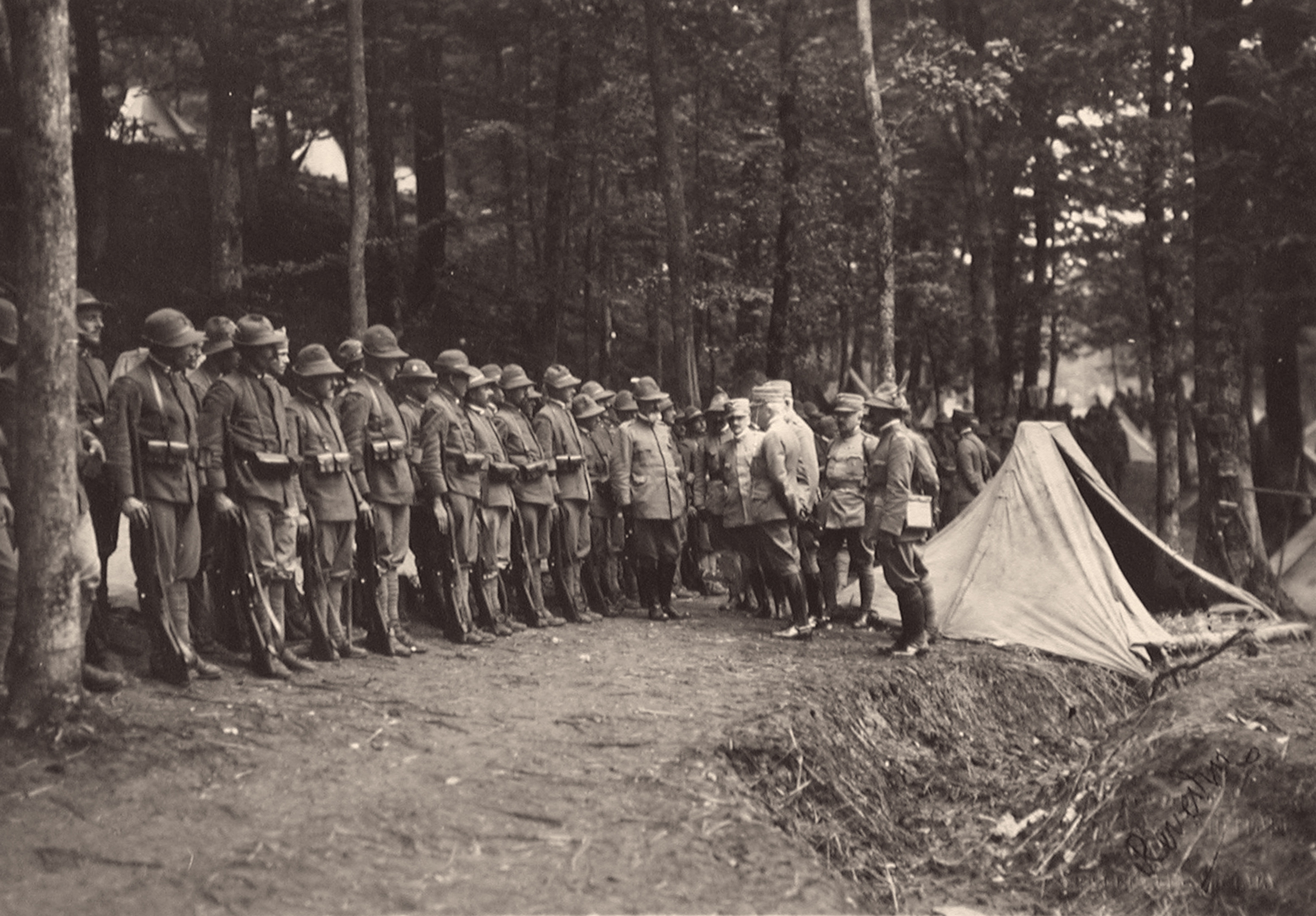
Alpinis antes de la batalla
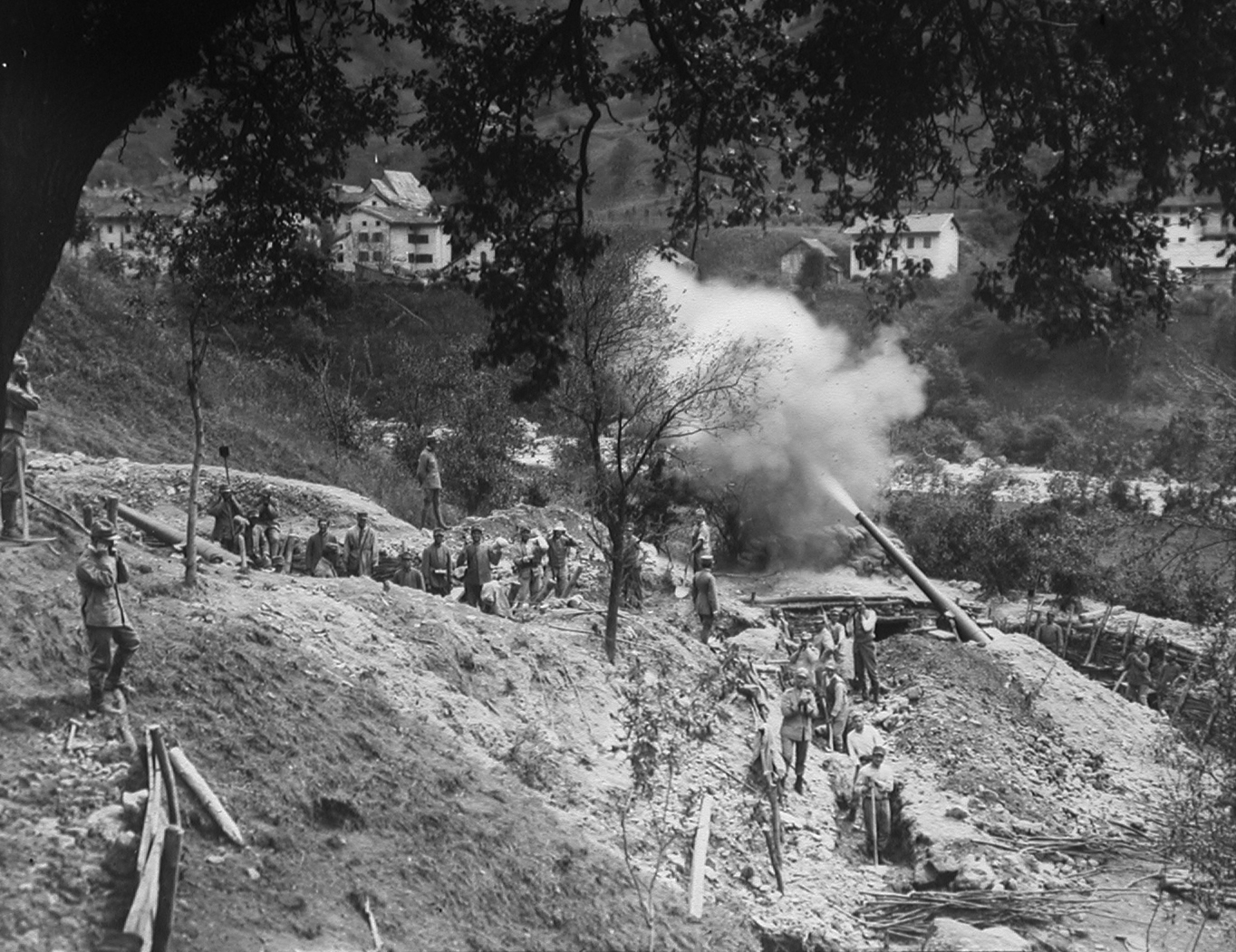
Artillería italiana pesada en acción
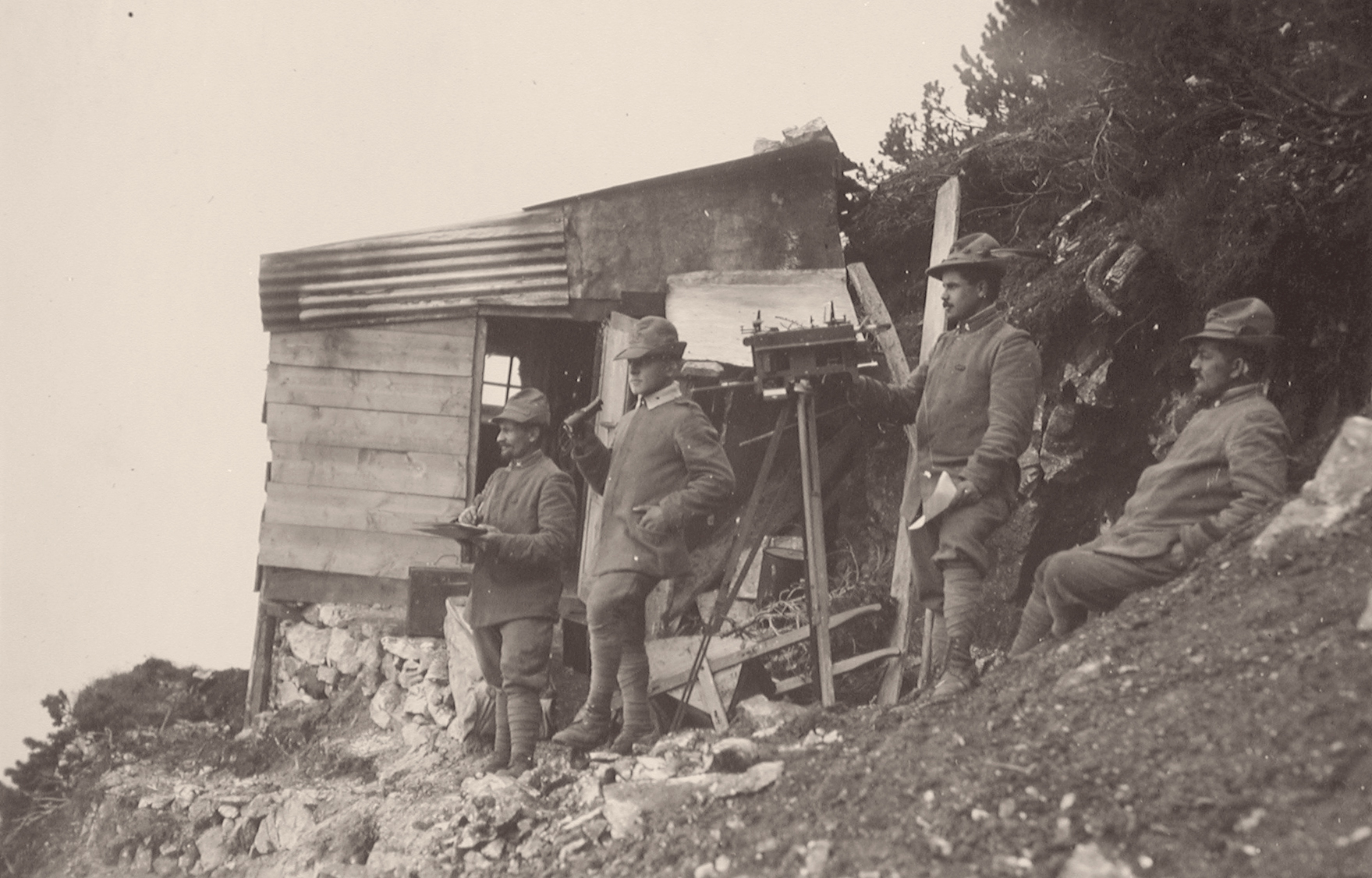
Oficiales italianos en un puesto de observación en la Cima de Levante